# Den röda näckrosen i Fagertärn
Den röda näckrosen i Fagertärn: "Europas vackraste vilda växt" är ett häfte av Nils Gumaelius (28 s, AV-Konsult i Lund KB 2006) utgivet till 150-årsminnet av Bernhard A. Kjellmarks upptäckt av röd näckros i sjön Fagertärn i juli 1856. 
Häftet innehåller sägnen om Näcken i Fagertärn, ett utdrag ur upptäckarens egen berättelse "Första vandringen till Fagertärn", ansträngningarna att rädda den sällsynta växten från utrotning, kort biografi med mera och sammandrag på engelska och tyska. Till häftet finns CD:n "Nu är det sommar" med flera visor inspirerade av tjärnen och skrivna av författaren eller hans bror Herman Erik Gumaelius (bland annat Näcken i Fagertärn, Vilande åror, Till okända förfäder, På Tivedenled samt Fagertärnsvals). 